# Dave King
David "Dave" King (11. december 1961) er en irsk musiker og sangskriver fra Dublin.
Dave King startede som forsanger i bandet heavy metalbandet Fastway i midt firserne. Bandet bestod af guitaristen Eddie Clarke fra Mötorhead, Pete Way (basist fra UFO), og Jerry Shirley (trommeslager fra Humble Bee). Han udgav fire studiealbums og et livealbum med bandet.
Herefter dannede han bandet Katmandu med Mandy Meyer, der nåede at udgive et album inden de opløstes i 1992.
I 1997 blev han forsanger i det keltiske punkband Flogging Molly, hvor han har været siden.